# Torre Canavese
Torre Canavese és un comune (municipi) de la ciutat metropolitana de Torí, a la regió italiana del Piemont, situat a uns 35 quilòmetres al nord de Torí. A 1 de gener de 2019 la seva població era de 601 habitants.
Torre Canavese limita amb els següents municipis: Castellamonte, Quagliuzzo, Strambinello, Baldissero Canavese, San Martino Canavese, Bairo i Agliè.